# السهله

تعديل مصدري - تعديل

السهلة هي إحدى حارات مدينة مذيخرة بمحافظة إب، بلغ تعداد سكانها 523 نسمة حسب تعداد اليمن لعام 2004.